# Clinopodium menthifolium
Clinopodium menthifolium là một loài thực vật có hoa trong họ Hoa môi. Loài này được (Host) Stace mô tả khoa học đầu tiên năm 1989.

## Hình ảnh

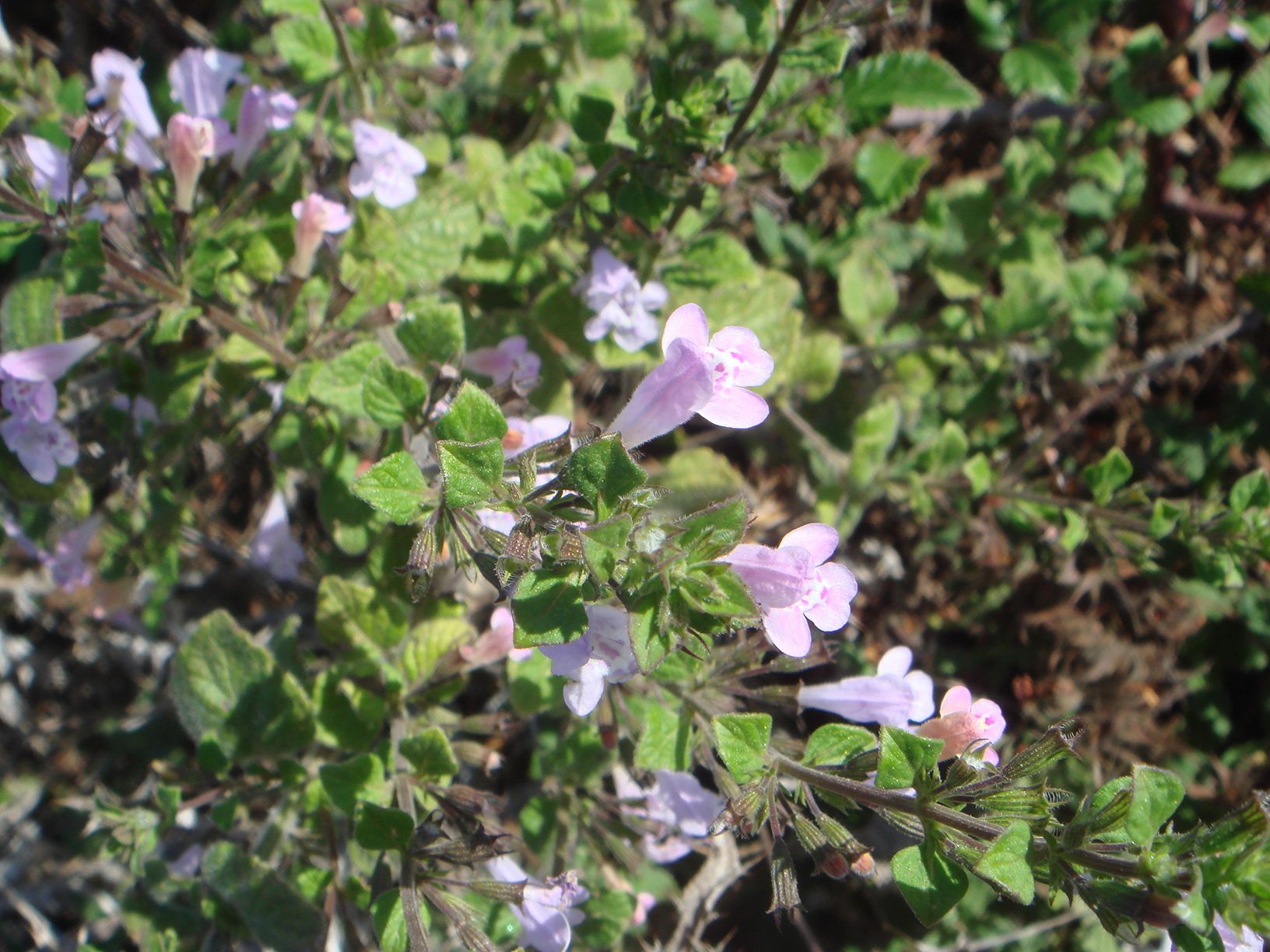
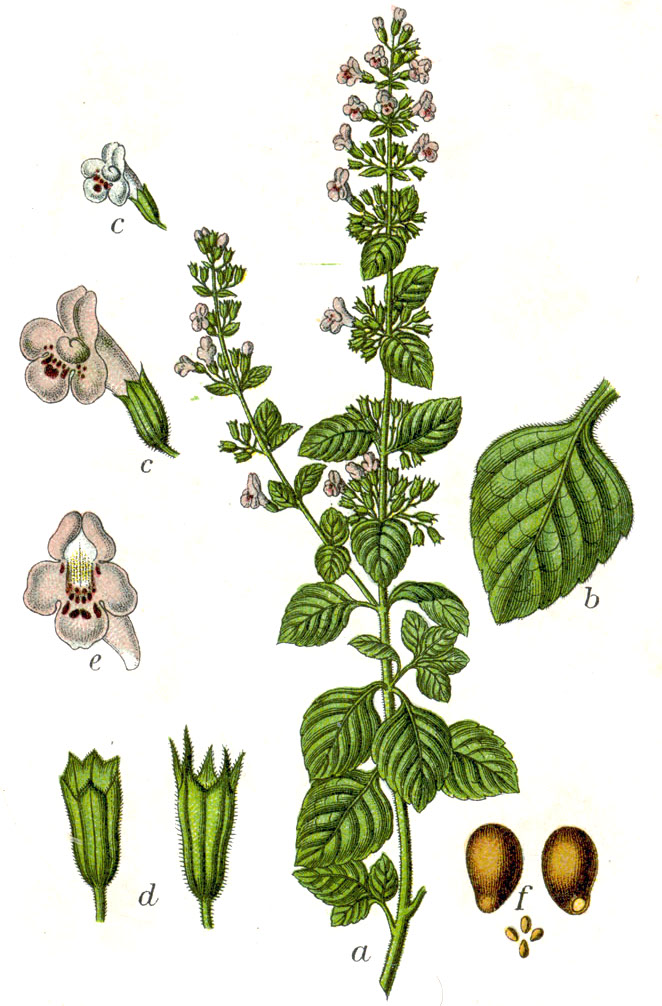
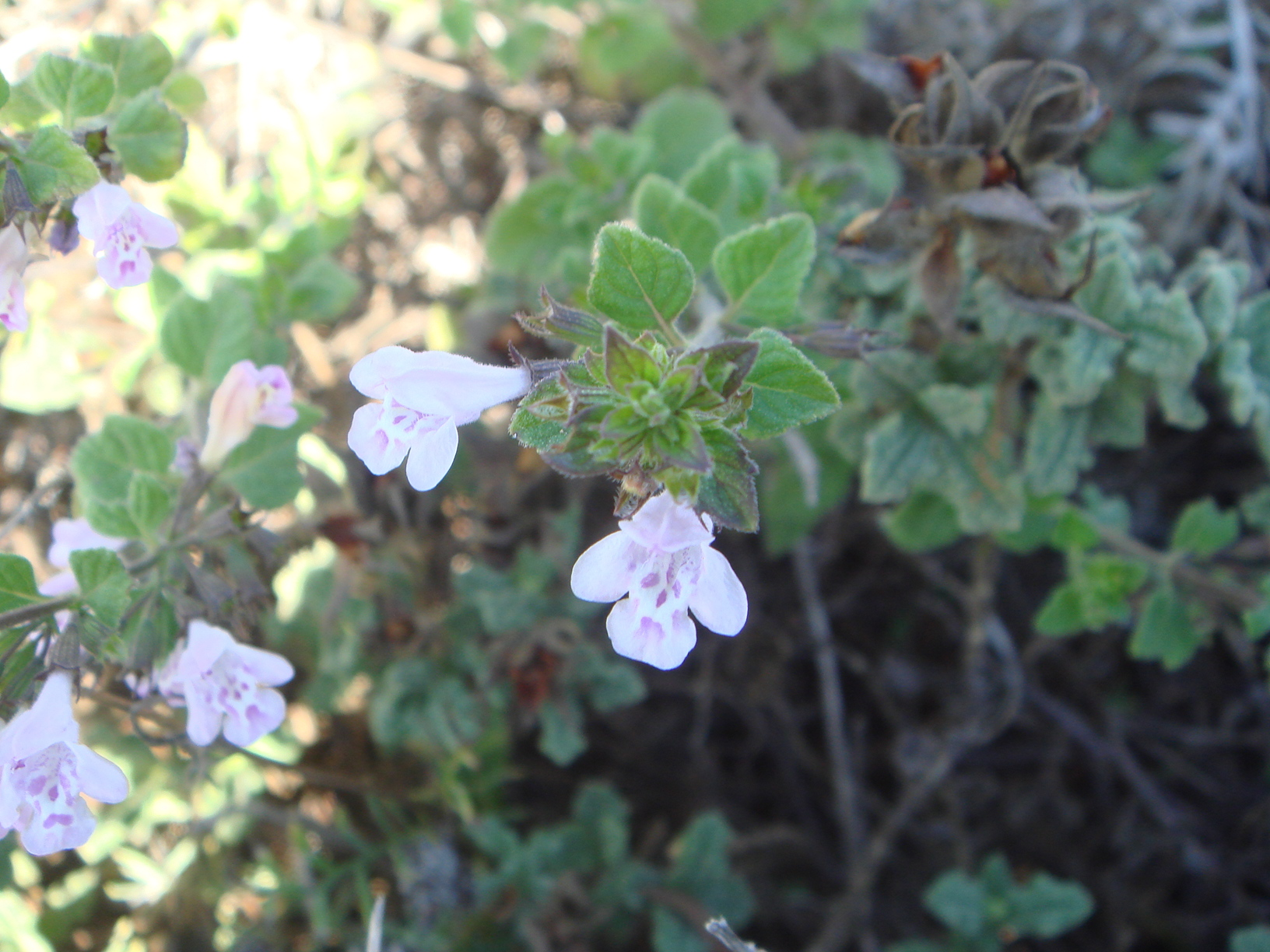